# 瀧之下站

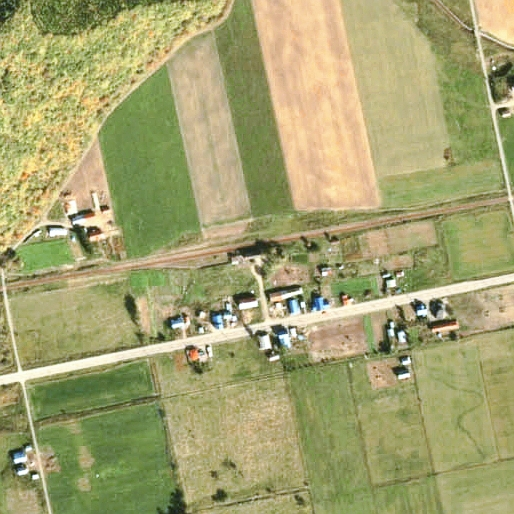
1978年的瀧之下站與方圓約500米範圍。左方為北見瀧之上方向。在早時，此站為委託車站，車站大樓旁邊設有貨物月台和引込線。車站後方設有小型堆場。在無人車站前，沒有貨物於此站起卸。

瀧之下站（日语：／ Takinoshita eki */?）是位於北海道紋別郡瀧上町瀧下，日本國有鐵道（國鐵）的渚滑線車站（廢站）。隨著渚滑線廢線，車站在1985年（昭和60年）4月1日廢除。

## 歷史
- 1923年（大正12年）11月5日 - 鐵道省渚滑線渚滑站至北見瀧之上站之間開通，此站啟用[2]。當時為一般車站。
- 1949年（昭和24年）6月1日 - 日本國有鐵道成立，成為日本國有鐵道車站。
- 1960年（昭和35年）4月1日 - 成為業務委託車站。
- 1978年（昭和53年）12月1日 - 結束處理貨物和行李。同時成為無人車站（簡易委託車站）。
- 1985年（昭和60年）4月1日 - 渚滑線全線廢除，此站也廢除[1]。

### 站名的由來
車站位於所在地名。名稱取自渚滑川中，瀑布（日文為：瀧）的下方而得名。

## 車站構造
截至車站廢除前，車站是一座地面車站，設有1面1線的單式月台。月台位於路軌南邊（北見瀧之上方向的列車會開啟左邊車門）。站內曾經設有舊貨物線。在北見瀧之上一方設有路軌分支，連接車站大樓西邊的一條側線（缺角式月台），該側線用作停泊維護路軌車輛。曾經站內設有2面2線的相對式月台，當時可進行列車交會。在交會設備許廢除後，路軌也被撤走。月台前後的路段為彎曲是由於以前的路軌配置。
此站是無人車站（簡易委託站）。在有人車站時代還有車站大樓並進行翻新。大樓與下渚滑站和中渚滑站屬同款。車站大樓位於站內東邊，鄰接月台。

## 車站周邊
- 國道273號（渚滑國道）
- 瀧上町立瀧下小學
- 渚滑川（日语：渚滑川）
- 北紋巴士（日语：北紋バス）「瀧下」巴士站（渚滑線替代路線的巴士站是在舊站前，城際巴士位於瀧下小學前）

## 現況
截至1997年（平成9年）11月，車站大樓與部分月台還存在。車站大樓看起來是一座宿舍。在站前冷杉樹和農業倉庫還存在。截至2011年（平成23年）也是同樣，車站大樓變成倉庫。部分月台和路軌還存在。車站大樓由私人擁有，不能進入大樓內。截至2018年（平成30年），車站大樓被拆毀了。

## 相鄰車站
日本國有鐵道
渚滑線
上渚滑－（奧東臨時乘降場）－瀧之下－（雄鎮內臨時乘降場）－濁川

## 注腳
1. 1 2  “駅舎をカメラにおさめる鉄道マニアたち 渚滑線”. 北海道新聞 (北海道新聞社). (1985年3月29日)
2. 1 2   第1版. 札幌市: 日本國有鐵道北海道總局. 1973-3-25: 202. ASIN B000J9RBUY （日语）.
3. ↑  札幌鉄道局編 (编). . 北彊民族研究会. 1939: 94. NDLJP: 1029473 （日语）.
4. 1 2  書籍《国鉄全線各駅停車1 北海道690駅》（小學館，1983年7月發行）215頁。
5. 1 2  書籍《鉄道廃線跡を歩くV》（JTB出版，1998年6月發行）23-24頁。
6. 1 2  書籍《北海道の鉄道廃線跡》（著：本久公洋，北海道新聞社，2011年9月發行）170頁。